# Matrika podobnosti
Matrika podobnosti je matrika, ki kaže podobnosti med dvema skupinama podatkovnih točk. Matrika podobnosti je sorodna matriki razdalj in matriki nadomeščanja.
Matrike podobnosti se uporabljajo za primerjavo zaporedij v bioinformatiki.    
Matrike podobnosti nukleotidov se uporabljajo za primerjavo zaporedij nukleinskih kislin. Ker obstajajo samo štirje nukleotidi v DNA (to so adenin (A), citozin (C), gvanin (G) in timin (T)), so matrike podobnosti nukleotidov preprostejše kot matrike podobnosti proteinov. 
Matrike podobnosti za aminokisline so bolj komplicirane, ker obstaja 20 aminokislin zakodiranih v genetskem kodu. Zaradi tega vsebujejo matrike podobnosti za aminokisline 400 elementov.